# شهرستان مناس
شهرستان مناس (به روسی: Манасский район به قرقیزی:Манас району، ماناس وودانى) یک شهرستان از استان تلاس است که در شمال غربی قرقیزستان واقع شده‌است. این شهرستان دارای مساحت ۱۱۹۸ کیلومترمربع (۴۶۳ مایل مربع) می‌باشد. مرکز این شهرستان شهر مناس است.

## خصوصیات
شهرستان مناس بر اساس آمار سال ۲۰۰۹، مشتمل بر ۲۲ منطقه مسکونی، و دارای ۳۲،۹۱۳ نفر جمعیت است.